# 15 febbraio
Il 15 febbraio è il 46º giorno del calendario gregoriano. Mancano 319 giorni alla fine dell'anno (320 negli anni bisestili).

## Eventi
- 1113 – Papa Pasquale II, con la bolla pontificia Pie Postulatio Voluntatis, riconosce ufficialmente i Cavalieri Ospitalieri, costituendo l'Ordine di San Giovanni di Gerusalemme;
- 1637 – Ferdinando III diventa Sacro Romano Imperatore;
- 1645 – Il Parlamento britannico istituisce il New Model Army;
- 1764 – Viene fondata la città statunitense di Saint Louis;
- 1796 – Secondo la tradizione cattolica, in questa data si verifica il miracolo della Madonna del Conforto ad Arezzo;
- 1798 – Proclamazione della Prima Repubblica Romana, occupata il 10 febbraio dai francesi. Questi il 19 settembre 1799 abbandoneranno Roma, subito rioccupata il 30 settembre dai napoletani che metteranno così fine alla repubblica;
- 1805 – Viene fondata ufficialmente la Harmony Society;
- 1862 – Guerra civile americana: il generale unionista Ulysses S. Grant attacca Fort Donelson, nel Tennessee;
- 1879 – Diritti delle donne: il presidente statunitense Rutherford B. Hayes firma una legge che consente ai magistrati donna di discutere le cause davanti alla Corte suprema;
- 1898
  - Guerra ispano-americana: la nave da guerra statunitense USS Maine (ACR-1) esplode e affonda nel porto dell'Avana, causando la morte di 260 marinai. Questo evento porterà gli Stati Uniti a dichiarare guerra alla Spagna, dando inizio alla guerra ispano-americana;
  - Nasce Totò a Stella (Rione Sanità), Napoli;
- 1903 – Morris Michtom e la moglie Rose introducono negli USA il primo orsacchiotto di peluche;
- 1932 – Si chiudono a Lake Placid, negli Stati Uniti, i III Giochi olimpici invernali;
- 1933 – Giuseppe Zangara uccide il sindaco di Chicago Anton Cermak, nel corso di un tentativo di assassinio di Franklin Roosevelt a Miami;
- 1936 – Guerra d'Etiopia: le truppe del maresciallo Pietro Badoglio occupano l'Amba Aradam; è aperta la via verso l'Amba Alagi;
- 1942 – Seconda guerra mondiale: Singapore si arrende alle forze giapponesi;
- 1944
  - Seconda guerra mondiale: inizia l'assalto degli Alleati all'Abbazia di Montecassino;
  - Seconda guerra mondiale: durante un bombardamento da parte degli Alleati su Berlino, viene distrutta la casa di Max Planck;
- 1950 – L'Unione Sovietica e la Repubblica Popolare Cinese firmano un trattato di mutua difesa;
- 1961 – Il volo Sabena 548 cade nei pressi di Bruxelles, in Belgio, uccidendo 73 persone, tra cui l'intera squadra di pattinaggio di figura degli Stati Uniti d'America. Gli imminenti Campionati mondiali di pattinaggio di figura, in programma a Praga, vengono annullati;
- 1965 – Il Canada sostituisce il vecchio emblema con la bandiera bianca e rossa con la foglia di acero;
- 1971 – Viene completata la decimalizzazione della Sterlina britannica;
- 1976 – Si chiudono a Innsbruck, in Austria, i XII Giochi olimpici invernali;
- 1982 – La piattaforma petrolifera Ocean Ranger affonda durante una tempesta al largo della costa di Terranova; 84 lavoratori perdono la vita;
- 1989 – Guerra sovietico-afghana: l'Unione Sovietica annuncia che tutte le sue truppe hanno lasciato il paese;
- 1991 – Cecoslovacchia, Ungheria e Polonia firmano gli Accordi di Visegrad, che prevedono una cooperazione per andare verso il libero mercato;
- 1995 – USA: a San Francisco viene arrestato Kevin Mitnick, famoso cracker e ingegnere sociale che da anni rubava segreti miliardari a banche e ad istituti di ricerca;
- 2000 – La centrale nucleare di Indian Point II a New York perde una piccola quantità di vapore radioattivo a causa della rottura di un generatore;
- 2003 – Proteste globali contro la guerra in Iraq si svolgono in oltre 600 città del mondo; stime che vanno dai 10 ai 15 milioni di partecipanti. La manifestazione di Roma, con circa 3 milioni di dimostranti, è quella con la partecipazione più alta;
- 2007 – Il Consiglio dell'Unione europea istituisce l'Agenzia europea dei diritti fondamentali (FRA);[1]
- 2013 – Un meteorite esplode sulla regione degli Urali (Russia) causando oltre 1.000 feriti.

## Nati
Ci sono circa 1 290 voci su persone nate il 15 febbraio; vedi la pagina Nati il 15 febbraio per un elenco descrittivo o la categoria Nati il 15 febbraio per un indice alfabetico.

## Morti
Ci sono circa 570 voci su persone morte il 15 febbraio; vedi la pagina Morti il 15 febbraio per un elenco descrittivo o la categoria Morti il 15 febbraio per un indice alfabetico.

## Feste e ricorrenze

### Civili
Nazionali:
- Serbia - Festa dello Stato

### Religiose
Cristianesimo:
- San Claudio de la Colombière, religioso
- San Decoroso di Capua, vescovo
- Sant'Euseo di Serravalle, eremita
- Santi Faustino e Giovita, martiri
- Santa Giorgia, vergine
- Santi Isicio, Giuseppe di Roma, Zosimo, Baralo e Agape, martiri
- Santi 21 martiri copti della Libia[2]
- Sant'Onesimo di Bisanzio, martire
- San Quinidio, vescovo di Vaison
- San Severo, sacerdote
- San Sigfrido di Växjö, vescovo
- San Wilfrido della Gherardesca, abate fondatore di Palazzuolo
- Beato Angelo Scarpetti da Sansepolcro, religioso
- Beato Antonio Marini, mercedario
- Beato Gaspare Daverio, suddiacono francescano, martire
- Beato Giovanni Bodeo, religioso e martire
- Beato Michał Sopoćko, sacerdote

Religione romana antica e moderna:
- Lupercalia
- Fornacalia, nono giorno
- Quinto giorno dedicato ai Mani familiari (dies parentalis)